# Pruisenreizen

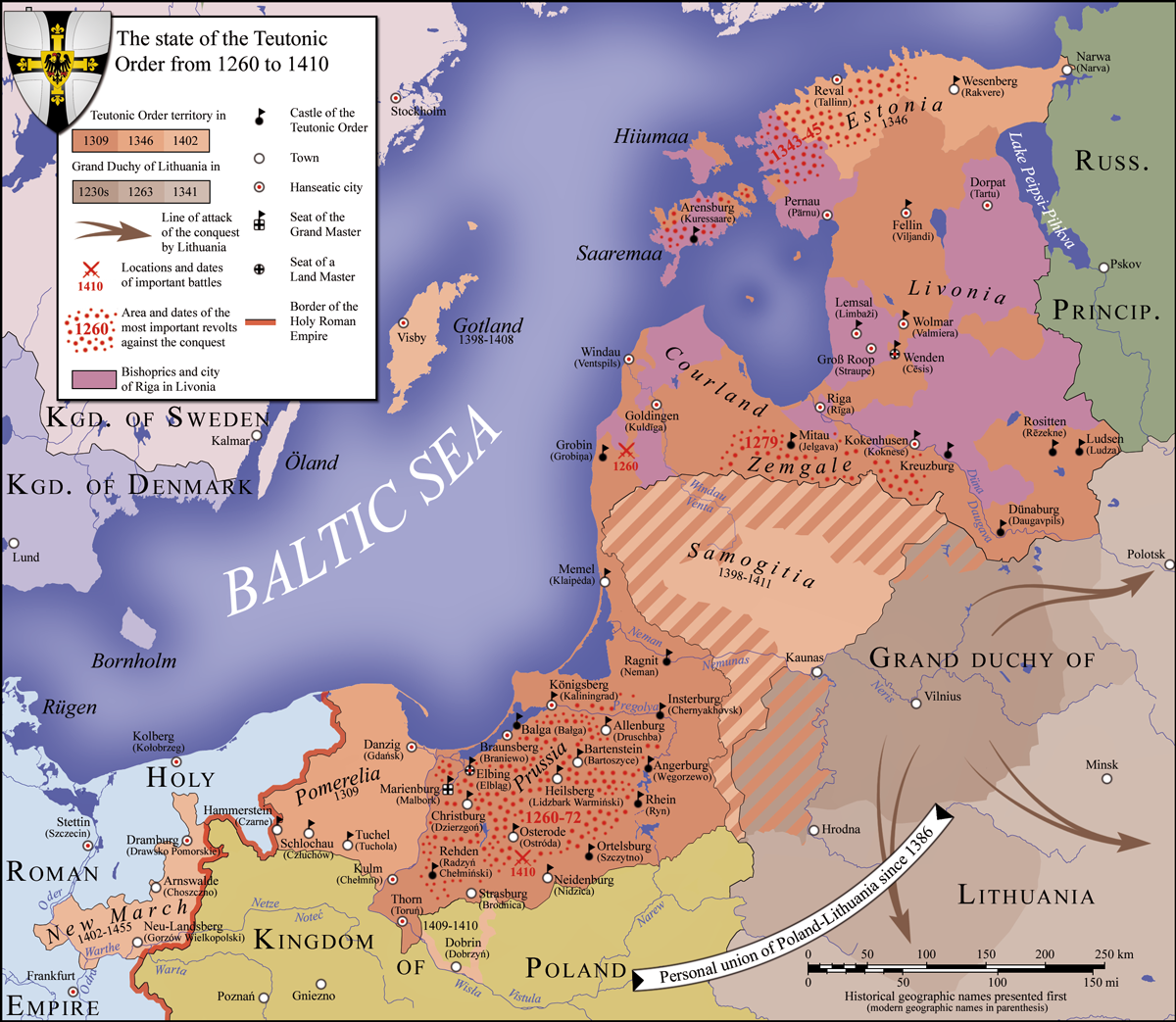
Kaart van het Baltische gebied tussen 1260 en 1410

Pruisenreizen waren veldtochten die georganiseerd werden door de Duitse Orde ten tijde van de Noordelijke Kruistochten en waren bedoeld voor de Europese adel om mee te vechten tegen de ongelovige Pruisen en de Litouwers. De reizen werden tweemaal per jaar gehouden en waren met name populair tijdens de vredesperioden van de Honderdjarige Oorlog. De reizen waren niet louter een militair fenomeen, maar waren ook cultureel van aard. De reizen gingen gepaard met ridderlijke grand tours, feesten, souvenirs en prijzen. Volgens de Duitse historicus Werner Paravicini zijn er in de periode 1305-1409 ongeveer 300 Pruisenreizen georganiseerd. De reizen trokken met name de hoge heren uit de Nederlanden, Frankrijk, Italië, Engeland en Schotland aan.
De Pruisenreizen werden lange tijd niet als een kruistocht beschouwd, maar de Britse historicus Jonathan Riley-Smith rekent hen wel tot de "doorlopende kruistochten in Pruisen en Lijfland".

## Achtergrond
Na de verovering van de laatste bezittingen in het Heilige Land oriënteerden de overgebleven ridderordes zich op hun bezittingen elders. In 1309 verhuisde de Duitse Orde haar hoofdkwartier naar Pruisen zodat ze zich konden concentreren op hun oorlog tegen de heidense Litouwers. Het Grootvorstendom Litouwen was in deze tijd een staat in opkomst en kon zich handhaven in de strijd met de Duitse ridders. De ridders konden de Litouwers afschilderen als heidenen en dat zij onderdeel waren van de heidense volkeren die de christenheid bedreigde. In 1386 bekeerde grootvorst Jogaila zich tot het katholicisme om de Poolse troon te verwerven en daarmee verviel ook het argument van de Duitse Orde.
Het aantal ridders van de Duitse Orde was in Pruisen niet al te hoog. Deze telde op haar hoogtepunt tussen 1.000 en 1.200 ridders die verdeeld waren over Lijfland en Pruisen. De ridders hadden met enige regelmaat te maken met plundertochten van de Litouwers in hun gebied. De propagandisten bij de Pauselijke Curie verhaalden dat als de Orde aan hun lot werd overgelaten dat dan de ene naar de andere christelijke staat in de handen van de heidenen zouden vallen. De Orde deed echter geen pogingen om een reguliere kruistocht los te peuteren bij de paus, want het landschap in het Baltische gebied leende zich niet voor kruistochtlegers van 100.000 man of meer. Alleen kleinere strijdgroepen van een paar duizend ruiters konden in het landschap doordringen.

## Geschiedenis
Tot aan het uitbreken van de Honderdjarige Oorlog waren er in Europa weinig oorlogen waar eer en roem te behalen viel door de Europese adel waardoor de Pruisenreizen een aanlokkelijk alternatief waren. Na 1337 trokken er voornamelijk edelen naar Pruisen wanneer er elders niet gevochten werd. De winterreizen kende een groot animo omdat in deze tijd van het jaar het krijgsbedrijf normaal gesproken stil lag. Er werden in de regio verschillende reizen georganiseerd. De belangrijkste hiervan waren de verwoestingsreizen, de belegeringsreizen en de bouwreizen.
Omstreeks het midden van de veertiende eeuw leek de systematische bouw van de burcht langs de Memel succes op te leveren. Omstreeks 1380 leek de definitieve onderwerping van Boven-Litouwen binnen handbereik te zijn, maar door persoonlijke unie tussen Litouwen en Polen liep dit onder meer spaak. Ook de intrede van het kanon stuitte de opmars van de ridders. Met de kanonnen slaagden de Litouwers erin om hun kastelen goed te verdedigen tegen de aanvallen van de Orde. In 1410 werd de Slag bij Tannenberg uitgevochten door de Orde met huursoldaten uit het westen, maar ze werden verpletterend verslagen door de Litouwers en Polen. Het jaar 1410 markeert dan ook het einde van de Pruisenreizen.

## Bekende deelnemers
- Jean II Le Meingre
- Jan de Blinde
- Willem IV van Holland
- Willem V van Holland

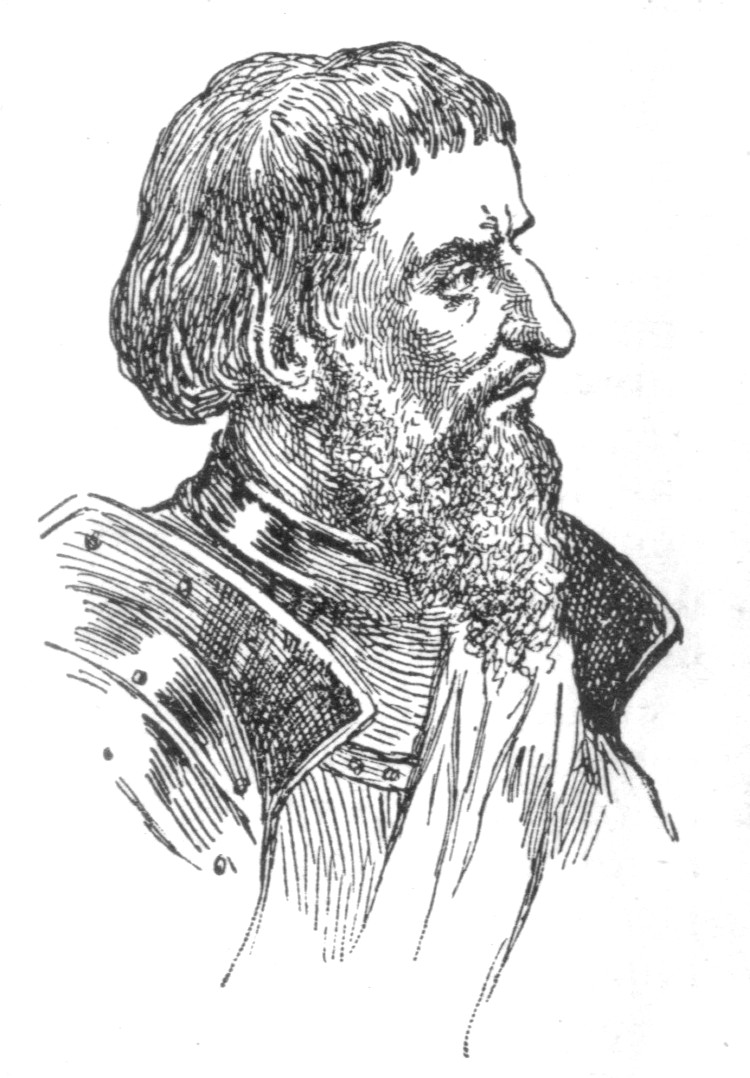
De Franse maarschalk Jean II Le Meingre ondernam drie maal een Pruisenreis

- Willem I van Gelre, nam zevenmaal deel
- Albrecht III van Oostenrijk
- Ottokar II van Bohemen
- Oswald von Wolkenstein
- Jean III de Grailly
- Jan II van Blois
- Gwijde II van Blois
- Robert van Namen
- Hendrik IV van Engeland
- Rienck Bockema
- Rutger Raitz
- Leopold III van Oostenrijk

## In populaire cultuur
Door de deelname van de Franse en Engelse ridders aan de Pruisenreizen kreeg dit fenomeen zelfs een plaats in The Canterbury Tales van Geoffrey Chaucer. Hij dichtte hierover:
Ful ofte time he hadde the bord bigonne
Aboven all nacions in Pruce
In Lettow hadde he reysed, and in Ruce
No Christen man so ofte of his degree